# Vos estis lux mundi
Vos estis lux mundi (Vosaltres sou la llum del món) és un motu proprio del papa Francesc que concreta les normes que ha de seguir l'Església catòlica respecte els abusos sexuals publicat el 9 de maig de 2019 i que ha d'entrar en vigor l'1 de juny del 2019.
El text obliga els religiosos a informar als superiors dels casos d'abusos i encobriment, reforça la responsabilitat dels bisbes, crea un sistema de denúncia i imposa un termini de 90 dies per resoldre les investigacions. El document és fruit de la trobada de bisbes sobre la protecció dels menors en l'Església que es va celebrar el febrer del 2019 al Vaticà.

## Contingut
Abans del 2020 totes les diòcesis hauran de tenir una oficina "fàcilment accessible al públic" per presentar i processar les denúncies. La norma fixa en 90 dies el termini per resoldre les investigacions. La norma prohibeix "els prejudicis, represàlies o discriminacions" contra els que presentin una queixa.
Informar els superiors o l'autoritat eclesiàstica competent de totes les denúncies relacionades amb els casos d'abusos, també les d'encobriment, passa a ser una obligació pels religiosos i els clergues, i en cas d'incompliment podran ser sancionats. Els delictes que s'han de denunciar s'estenen més enllà dels abusos contra nens i adults vulnerables i la pornografia infantil i inclouen qualsevol tipus de violència sexual i assetjament a través de l'abús de l'autoritat, incorporant d'aquesta manera també la violència contra les monges.
El document precisa que el delicte d'encobriment és equiparable al d'abusos quan els defineix com "conductes que consisteixen en accions o omissions dirigides a interferir o eludir investigacions civils o canòniques, administratives o penals, contra un clergue o un religiós".
Els bisbes deixen de tenir qualsevol consideració especial pel que fa a aquestes investigacions, ja que poden ser investigats en el suposat d'omissions "dirigides a interferir o eludir les investigacions civils o canòniques, administratives o penals".
El text reforça la figura de l'arquebisbe metropolità que s'encarregarà de recollir informació rellevant sobre els fets i conduir la investigació amb el suport d'experts laics si ho considera oportú, amb l'objectiu de traslladar els fruits de les investigacions al Vaticà en un termini de 90 dies.
Per afrontar les despeses dels processos les conferències episcopals podran establir un fons destinat a sufragar el cost de les investigacions.